# 宮城県特別支援学校一覧
宮城県特別支援学校一覧（みやぎけんとくべつしえんがっこういちらん）は、宮城県の特別支援学校の一覧。
宮城県の県立特別支援学校の正式名称は、同県立の高等学校とは異なり、「立」が正式学校名に入っている「宮城県立○○学校」としている。
特記のないものは、知的障害を扱う支援学校となる。※は、高等部専門学科を有する学校。

## 国立特別支援学校
- 宮城教育大学附属特別支援学校

## 宮城県立特別支援学校

### 仙台市
- 宮城県立視覚支援学校（視覚障害）
- 宮城県立聴覚支援学校（聴覚障害）
- 宮城県立光明支援学校
- 宮城県立小松島支援学校
- 宮城県立小松島支援学校松陵校…令和7年度より独立校となる予定。同時に、利府支援学校の富谷市、大和町、大衡村の中学部以上の生徒も移行。
- 宮城県立秋保かがやき支援学校※
- 宮城県立拓桃支援学校（肢体不自由と病弱の「併置校」）
- 宮城県立西多賀支援学校（病弱（知的障害との重度重複障害も対応））

### 気仙沼市
- 宮城県立気仙沼支援学校

### 石巻市
- 宮城県立石巻支援学校（本来は、知的障害対象だが、高機能自閉症を含む、自閉症・高機能広汎性発達障害に関する教育の研究指定校でもある。）

### 登米市
- 宮城県立迫支援学校

### 栗原市
- 宮城県立金成支援学校

### 角田市
- 宮城県立角田支援学校

### 白石市
- 宮城県立角田支援学校白石校

### 名取市
- 宮城県立名取支援学校
- 宮城県立名取支援学校名取が丘校

### 岩沼市
- 宮城県立支援学校岩沼高等学園※

### 大崎市
- 宮城県立古川支援学校

### 塩竈市
- 宮城県立利府支援学校塩釜校

### 富谷市
- 宮城県立利府支援学校富谷校…令和7年度より新設の支援学校の富谷校に変更予定。

### 柴田郡
- 宮城県立船岡支援学校（肢体不自由）
- 宮城県立支援学校岩沼高等学園川崎キャンパス※

### 亘理郡
- 宮城県立山元支援学校（病弱と知的障害を扱う「併置校」）

### 宮城郡
- 宮城県立利府支援学校

### 遠田郡
- 宮城県立支援学校小牛田高等学園※
- 宮城県立聴覚支援学校小牛田校（聴覚障害）

### 牡鹿郡
- 宮城県立支援学校女川高等学園※

## 仙台市立特別支援学校
- 仙台市立鶴谷特別支援学校

## 私立特別支援学校

### 仙台市
- 支援学校仙台みらい高等学園
- いずみ高等支援学校

## リンク
- 宮城県教育委員会